# Dirk Müller (Radsportler)

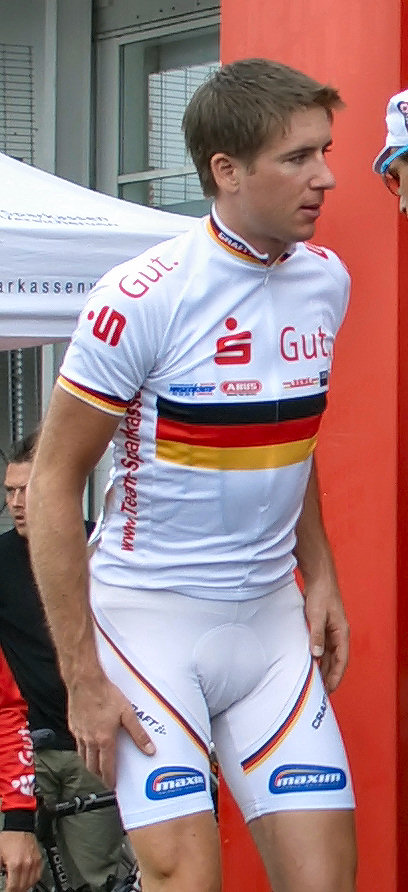
Dirk Müller

Dirk Müller (* 4. August 1973 in Bad Hersfeld) ist ein ehemaliger deutscher Radrennfahrer. Sein größter Erfolg war der Sieg bei den Deutschen Straßen-Radmeisterschaften im Jahr 2006.

## Sportliche Karriere

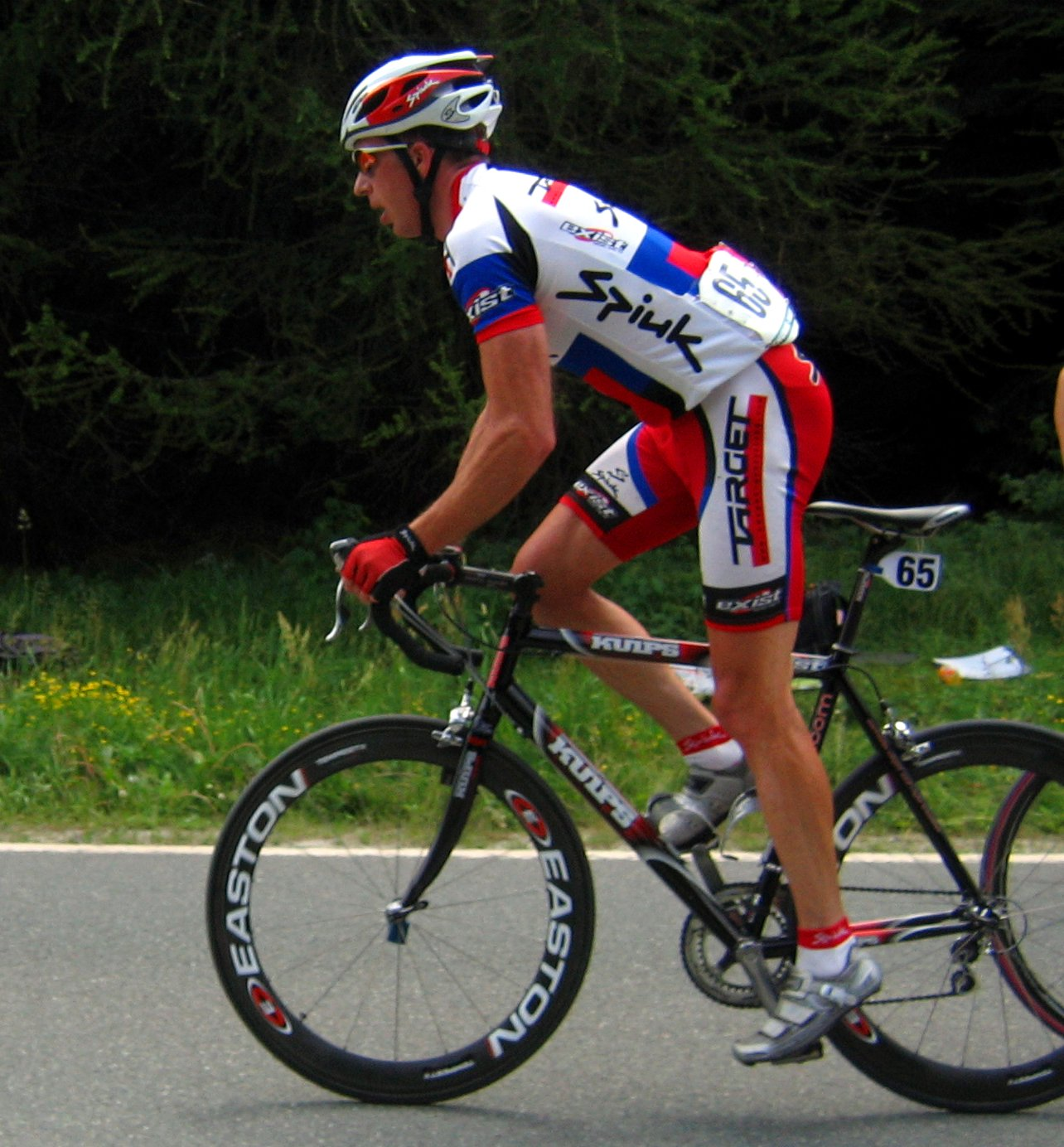
Dirk Müller bei der Deutschen Meisterschaft 2006 in Klingenthal

Dirk Müller war seit 1988 als Radsportler aktiv.  Zu seinen größten Erfolgen zählen u. a. Siege bei der Sachsen-Tour und der Kärnten-Rundfahrt in Österreich. Zudem war er Etappensieger bei der Internationalen Bayern-Rundfahrt und belegte an der Seite von Lance Armstrong Platz drei bei der Luxemburg-Rundfahrt in den Jahren bis 1998.
Im August 2000 wurde Dirk Müller bei der Regio-Tour International positiv auf das Dopingmittel hCG getestet und für sechs Monate gesperrt. Schon im Jahr zuvor war sein Name in Verbindung mit Dopingverdächtigungen gegen das Team Telekom genannt worden. Wegen dieser Dopingsperre im Jahr 2001 trat er vorübergehend vom Radsport zurück.
Im Jahr 2006 startete er ein Comeback im Team von Target Exist Spiuk, als er den deutschen Straßenrad-Meistertitel errang. Müller siegte 2007 zum Saisonauftakt im Rennen Berlin–Bad Freienwalde–Berlin. 2008 gewann er die Rundfahrt Cinturón a Mallorca und das Etappenrennen Grand Prix of Sochi, 2010 die Tour of China. 2011 wurde Müller  Deutscher Bergmeister und errang damit seinen zweiten deutschen Meistertitel.

## Erfolge
1993
- eine Etappe Bayern-Rundfahrt

1995
- Sachsen-Tour

1996
- eine Etappe Giro delle Regioni
- eine Etappe Niedersachsen-Rundfahrt

1997
- eine Etappe Bayern-Rundfahrt
- Rund um die Hainleite

1998
- zwei Etappen Bayern-Rundfahrt
- eine Etappe Sachsen-Tour

2006
- Deutscher Meister – Straßenrennen

2007
- Köln-Schuld-Frechen

2008
- Gesamtwertung und eine Etappe Cinturón a Mallorca
- Gesamtwertung und drei Etappen Grand Prix of Sochi
- eine Etappe Grande Prémio Internacional de Torres Vedras

2009
- Rund um den Sachsenring

2010
- Pomerania Tour
- Gesamtwertung, Prolog und eine Etappe Tour of China

2011
- Deutscher Bergmeister

## Teams
- 1997 SG EC/Bayer Worringen
- 1998 Team Deutsche Telekom
- 1999 Mapei-Quick-Step
- 2000 Post Swiss Team
- 2002 Team Cologne
- 07/2006–2013 Team Sparkasse / Nutrixxion Abus